# Женишковецька сільська рада
Женишкове́цька сільська́ ра́да — адміністративно-територіальна одиниця та орган місцевого самоврядування в Віньковецькому районі Хмельницької області. Адміністративний центр — село Женишківці.

## Загальні відомості
Женишковецька сільська рада утворена в 1923 році.
- Територія ради: 50,07 км²
- Населення ради: 1 756 осіб (станом на 2001 рік)

## Населені пункти
Сільській раді були підпорядковані населені пункти:
- с. Женишківці
- с. Гоголі

## Склад ради
Рада складалася з 16 депутатів та голови.
- Голова ради: Козирський Сергій Михайлович
- Секретар ради: Петренко Тамара Петрівна

### Керівний склад попередніх скликань
| Прізвище, ім'я, по батькові  | Основні відомості                                                                     | Дата обрання | Дата звільнення |
| ---------------------------- | ------------------------------------------------------------------------------------- | ------------ | --------------- |
| Козирський Сергій Михайлович | Сільський голова, 1970 року народження, освіта вища, член Української Народної Партії | 26.03.2006   | 31.10.2010      |
| Козирський Сергій Михайлович | Сільський голова, 1970 року народження, освіта вища, член партії Єдиний Центр         | 31.10.2010   |                 |

Примітка: таблиця складена за даними сайту Верховної Ради України

### Депутати
За результатами місцевих виборів 2010 року депутатами ради стали:

#### За суб'єктами висування
| Суб'єкт висування | Кількість обраних депутатів | %    |
| ----------------- | --------------------------- | ---- |
| Партія регіонів   | 7                           | 43,8 |
| Народна партія    | 6                           | 37,5 |
| Самовисування     | 3                           | 18,8 |

#### За округами
| № округу        | Прізвище, ім'я, по батькові    | Дата визнання обраним | Освіта             | Партійна приналежність | Відомості про обраного депутата                            |
| --------------- | ------------------------------ | --------------------- | ------------------ | ---------------------- | ---------------------------------------------------------- |
| Народна Партія  |                                |                       |                    |                        |                                                            |
| 3               | Гикавчук Іван Євстасійович     | 04.11.2010            | середня            | член Народної партії   | тимчасово не працює                                        |
| 5               | Жолкевська Неоніла Петрівна    | 04.11.2010            | середня спеціальна | член Народної партії   | дошкільний навчальний заклад «Каштан», помічник вихователя |
| 6               | Паюк Людмила Петрівна          | 04.11.2010            | вища               | член Народної партії   | Женишковецька СП, бухгалтер                                |
| 8               | Гончарук Любов Леонідівна      | 04.11.2010            | середня спеціальна | член Народної партії   | Женишковецька амбулаторія, фельдшер                        |
| 11              | Мацюк Лілія Іванівна           | 04.11.2010            | вища               | член Народної партії   | Женишковецька загальноосвітня школа І-ІІ ст., вчитель      |
| 15              | Петренко Тамара Петрівна       | 04.11.2010            | вища               | позапартійна           | Женишковецька сільська рада, секретар                      |
| Партія регіонів |                                |                       |                    |                        |                                                            |
| 1               | Донець Анатолій Олександрович  | 04.11.2010            | середня            | член Партії регіонів   | тимчасово не працює                                        |
| 2               | Світленко Володимир Вікторович | 04.11.2010            | вища               | член Партії регіонів   | пенсіонер                                                  |
| 9               | Крисак Семен Михайлович        | 04.11.2010            | вища               | член Партії регіонів   | Женишковецька загальноосвітня школа І-ІІІ ст., директор    |
| 12              | Янчиков Олексій Іванович       | 04.11.2010            | середня            | член Партії регіонів   | приватний підприємець                                      |
| 13              | Ярмощук Наталія Михайлівна     | 04.11.2010            | середня спеціальна | член Партії регіонів   | ЗАТ «Віньківці сирзавод», приймальниця молока              |
| 14              | Шпак Володимир Володимирович   | 04.11.2010            | середня            | член Партії регіонів   | , студент                                                  |
| 16              | Засаднюк Тамара Анатоліївна    | 04.11.2010            | середня спеціальна | член Партії регіонів   | Бібліотека с. Гоголі, бібліотекар                          |
| Самовисування   |                                |                       |                    |                        |                                                            |
| 4               | Чернова Ліна Василівна         | 04.11.2010            | вища               | позапартійна           | Женишковецька сільська рада, бухгалтер                     |
| 7               | Шиманська Олена Василівна      | 04.11.2010            | вища               | позапартійна           | Женишковецька сільська рада, касир                         |
| 10              | Гречаник Надія Володимирівна   | 04.11.2010            | вища               | позапартійна           | Женишковецька сільська рада, бухгалтер                     |